# 钝颚拟豆蟹
钝颚拟豆蟹（学名：fabia abtusidentata）为豆蟹科拟豆蟹属的动物。在中国大陆，分布于广西、广东、海南岛等地，生活环境为海水，多见与日月贝共栖。